# Heinrich Brocksieper
Heinrich Brocksieper (* 15. April 1898 in Hagen; † 24. April 1968 ebenda) war ein deutscher Fotograf, Experimental-Filmer und Maler.

## Leben und Werk
Heinrich Brocksieper wurde 1898 in Hagen geboren. Sein Vater war selbständiger Malermeister, der Großvater betrieb eine Kunstschmiede in Hagen. Nach der Volksschule besuchte er ein Jahr lang die Kaufmannsschule und von 1915 bis 1916 die Städtische Malerfachschule in Hagen, an der ihn Max Austermann im Zeichnen, Malen und Entwerfen unterrichtete. 1916 wurde er zum Kriegsdienst nach Russland und Frankreich eingezogen. Nach Lungenerkrankung und Lazarettaufenthalt kehrte er zum Kriegsende 1918 an die Hagener Malerfachschule zurück.
Angeregt durch den Hagener Impuls um den Mäzen Karl Ernst Osthaus, der die erste große Lyonel-Feininger-Ausstellung 1919 im Museum Folkwang in Hagen zeigte, bestärkt und gefördert von seinem Lehrer Max Austermann ging er zum Wintersemester 1919 an das neu gegründete Staatliche Bauhaus nach Weimar. Dort besuchte er bei Johannes Itten den erstmals eingerichteten Vorkurs (Grundlehre). Mit vor Ort waren auch seine Hagener Künstlerfreunde Reinhard Hilker und Erna Mayweg. Seine Kriegserkrankung bedingte eine Unterbrechung des Studiums für einen Kuraufenthalt in Meran. Danach setzte er das Studium bis 1922 am Bauhaus fort und arbeitete dabei in der Bauhausdruckerei bei Lyonel Feininger, von dem er prägende künstlerische Impulse erhielt.
1923 bis 1924 ging Brocksieper mit seinem Freund Hugo Isenberg in Süddeutschland, Österreich und Italien auf Wanderschaft. Ihren Lebensunterhalt verdienten sie sich durch Restaurierungsarbeiten. 1924 musste er zu einem weiteren Kuraufenthalt nach Meran. In Hagen gehörten zu seinen Künstlerfreunden Albert Buske, August Agatz und Will Lammert. Bis 1927 war er Mitglied in der Hagener Künstlervereinigung Hagenring und beteiligte sich an Ausstellungen. Seinen Freund August Agatz bestärkte er, am Bauhaus in Dessau zu studieren, wohin diesem auch Albert Buske, Max Gebhard und Waldemar Alder folgten. Durch zahlreiche Fahrten nach Weimar, Dessau und Berlin unterhielt er bis 1933 intensive Kontakte zum Bauhaus.
Ab 1927 dominierten Fotografie und experimentelle Filme seine künstlerische Tätigkeit, wofür er sich ein Foto- und Filmatelier einrichtete. Es entstanden perpelleristische Filme und Zeichentrickfilme auf 35-mm-Filmmaterial, das er selbst bearbeitete. Nach dem Tod des Vaters arbeitete er für seinen Lebensunterhalt neben der künstlerischen Tätigkeit im kleinen Farben- und Glasladen seiner Mutter. Anfang der 1930er Jahre hatte er neben seinem Filmatelier ein zweites kleines Atelier in Hagen-Wehringhausen, in dem auch der in der Nachbarschaft wohnende junge befreundete Maler Emil Schumacher oft zu Gast war und mit ihm bis Mitte der 1950er Jahre einen regen künstlerischen Austausch pflegte.
1933 lehnte er gegenüber den Nationalsozialisten Atelierbesuche und Ausstellungsbeteiligungen ab. 1938 heiratete Brocksieper Annemarie Bauer, die ihm 1939 und 1940 die Söhne Utz (Bildhauer) und Klaus gebar. 1939 wurde er zum Kriegsdienst eingezogen und bis 1945 als Soldat an Ost- und Westfront eingesetzt. 1944 wurden sein Haus und Atelier bei einem Bombenangriff zerstört, wobei fast alle seine Bilder, Zeichnungen, Fotos und Filme bis auf Fragmente vernichtet wurden. Ab 1945 begann er wieder sich künstlerisch zu betätigen. Es entstanden die linearen Zeichnungen und Kohlezeichnungen zur Darstellung der Stofflichkeit. Mittels des tastenden Sehens entdeckte er die Perspektive der nahen Dinge und malte aus dieser Sicht fortan seine Bilder. Den Lebensunterhalt für die Familie verdiente er bis zu seinem Tod in seinem kleinen Farben- und Glasladen.
Er nahm wieder Kontakt auf zu seinen Bauhausfreunden, schrieb an Maria Rasch und an Gustavo Keller-Rueff nach Chile. 1950 folgte ein Briefwechsel mit Lyonel Feininger in New York. 1954 reiste er erstmals nach dem Zweiten Weltkrieg wieder nach Weimar, um sich mit zwei Freunden aus der Weimarer Bauhauszeit, dem Philosophen Harry Scheibe und dem Künstler Martin Pohle, zu treffen. Auf dieser Reise lernte er auch den Weimarer Grafiker, Lyriker und Philosophen Arno Fehringer kennen, mit dem er bis zu seinem Tod einen intensiven Briefwechsel führte.
Brocksiepers Spätwerk entstand ab 1955. Alltagsgegenstände mit Spuren des Gebrauchs, Porträts und Selbstbildnisse in ihrer Stofflichkeit wurden nun zum zentralen Thema und nach seiner Formel FORM, FARBE + MATERIE in seinen Pastellen sichtbar. Ein Querschnitt aus allen Schaffensperioden seines Werks – 1919 am Bauhaus entstandene Zeichnungen, frühe Fotografien, Fragmente der Filmarbeiten, lineare Kohlezeichnungen und Pastelle – befindet sich neben dem Briefwechsel mit Lyonel Feininger seit 1995 im Besitz der Klassik Stiftung Weimar, Bauhaus-Museum.

## Ausstellungen
Ausstellungen bis 1927
- 1920: Niederrheinausstellung, Kunstkabinett Kollock, Hagen
- bis 1927: Ausstellungen mit der Künstlervereinigung Hagenring

Danach stellte Brocksieper bis zu seinem Tod nicht mehr aus.
Posthume Ausstellungen (Auswahl)
- 1970: Atelier im Hof, Hagen (Einzelausstellung)
- 1971: Tatkreis Kunst der Ruhr, Forum Kunst, Essen (Einzelausstellung)
- 1972: Städtische Galerie Torhaus, Dortmund (Einzelausstellung)
- 1975: Aspekte zur Kunst der Nachkriegszeit, Forum Kunst, Essen
- 1978: Karl Ernst Osthaus-Museum Hagen (Einzelausstellung)
- 1980: bauhaus-2. generation, Galerie Symbol, Köln
- 1984: Die Folkwang-Idee des Karl Ernst Osthaus – Der westdeutsche Impuls 1900–1914, Karl Ernst Osthaus-Museum, Hagen
- 1992: Vom Folkwang-Museum zum Karl Ernst Osthaus Museum, Karl Ernst Osthaus-Museum, Hagen
- 1995: Klassik Stiftung Weimar, Eröffnung Bauhaus-Museum[5]
- 1995: basis bauhaus... westfalen, Westfälisches Museumsamt, Münster
- 1997: Bauhaus Weimar – europäische Avantgarde 1919–1925, Tschechisches Museum für bildende Künste, Prag
- 1998: Heinrich Brocksieper – Nahsichten, Klassik Stiftung Weimar, Bauhaus-Museum (Einzelausstellung) und Märkisches Museum (Witten), (Einzelausstellung)
- 1999: Lichtbilder auf Papier – Fotografie in Westfalen 1860–1960, Westfälisches Museumsamt, Münster
- 1999: 75 Jahre Hagenring, Karl Ernst Osthaus Museum, Hagen
- 2001: Collagewelten – Zur Collage im 20. Jahrhundert, Kunst-Museum, Ahlen
- 2002: Hände begreifen, Phyletisches Museum, Jena
- 2005: Max Austermann und Schüler, Hagenring-Galerie, Hagen
- 2006: heinrich brocksieper, bauhaus – fotografie – filmexperimente, Freundeskreis der Bauhaus-Universität Weimar e. V., Haus am Horn, Weimar (Einzelausstellung)
- 2009: Bauhaus in Aktion, Filmausstellung, Stiftung Bauhaus Dessau, Dessau
- 2009: Von Hagen aus zum Bauhaus, Fernuniversität in Hagen, Hagen
- 2013: Bauhaus – Die Kunst der Schüler, Stiftung Bauhaus Dessau / Galerie der Stadt Remscheid
- 2013: Bauhaus – Foto.Filme, Ausstellung Stiftung Bauhaus Dessau und Bauhaus-Archiv Berlin / Museum für Gestaltung, Alemanha + Brasil 2013–2014, Secs Pinheiros São Paulo, Goethe-Institut Porto Alegre, Goethe-Institut Curitiba, Goethe-Institut Salvador, Medienzentrum Oi Futuro Rio de Janeiro, Museu Nacional Brasilia, Brasilien
- 2014: Bauhaus.Film, Ausstellung Stiftung Bauhaus Dessau und Bauhaus-Archiv Berlin / Museum für Gestaltung, Museo Nacional de Bellas Artes, Santiago de Chile
- 2019: Heinrich Brocksieper – Ein Hagener am Bauhaus. Die Stofflichkeit der Dinge, Emil Schumacher Museum, Hagen
- 2020: bauhaus.film.expanded, Zentrum für Kunst und Medien, Karlsruhe
- 2021: Formen.Die ihr Wesen treiben, Sprengel Museum Hannover